# Jovens sem Rumo
Jovens sem Rumo (em inglês:  Reckless) é um filme norte-americano de 1984 dirigido por James Foley.

## Sinopse
O adolescente rebelde Johnny Rourke (Aidan Quinn), é um jogador de futebol local, que se apaixona pela rica e linda Tracey Prescott (Daryl Hannah). Num sorteio na escola os dois caem como pares em uma dança, e os opostos se atraem e os dois acabam se apaixonando. Jonnhy gosta de viver perigosamente e seu comportamento rude acaba chocando a família classe alta dos Prescott. No meio disso tudo, temos Rourke passando apertos com a mãe e o pai alienado e recentemente falecido (Kenneth McMillan). Enquanto isso, Tracey é forçada a decidir entre seu namorado de muito tempo Randy Daniels (Adam Baldwin) ou o misterioso e caótico Rourke.

## Elenco

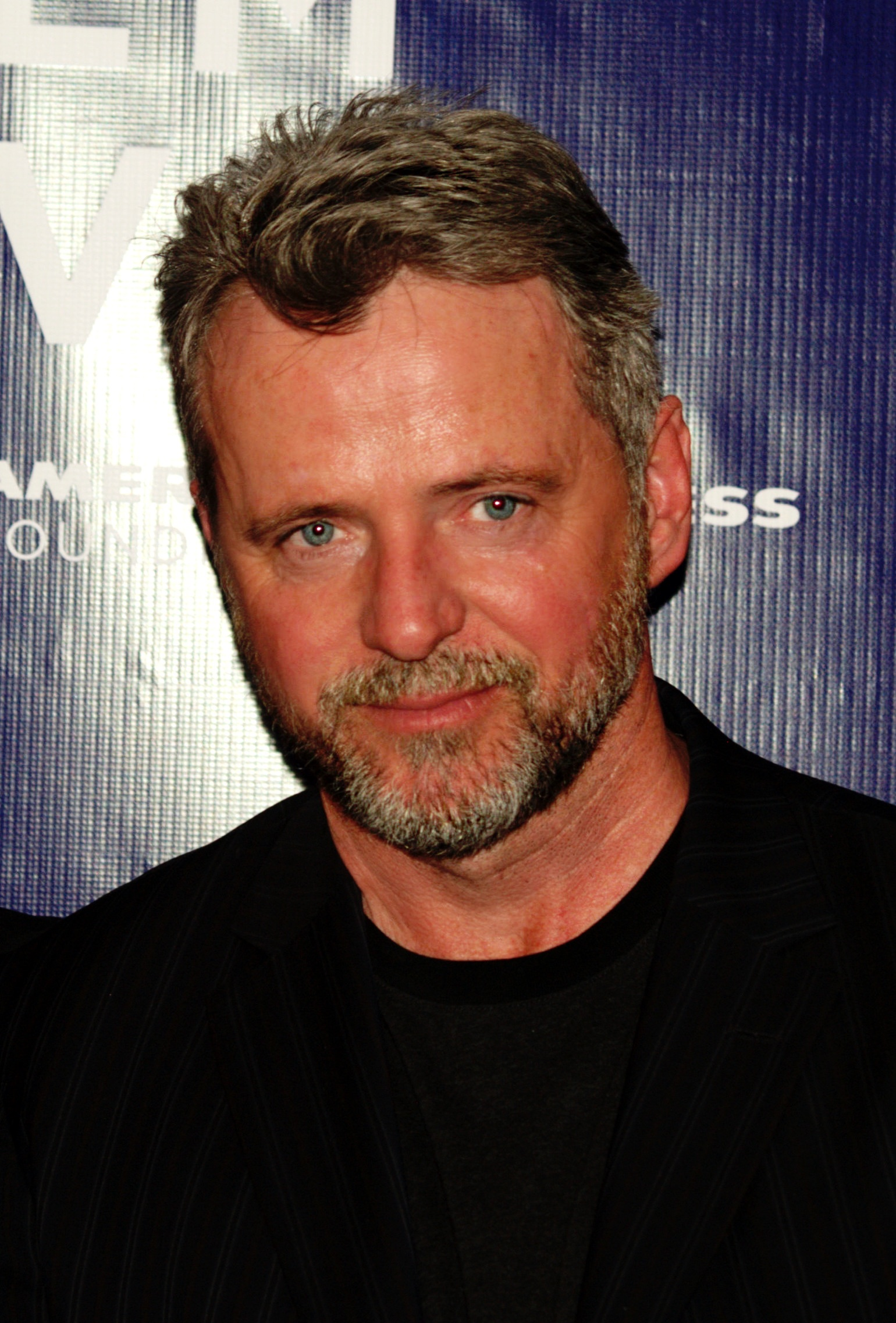
Aidan Quinn (em 2009) interpreta o adolescente Johnny Rourke.

- Aidan Quinn - Johnny Rourke
- Daryl Hannah - Tracey Prescott
- Kenneth McMillan - John Rourke Sr.
- Cliff DeYoung - treinador Barton
- Lois Smith - sra. Prescott
- Adam Baldwin - Randy Daniels
- Dan Hedaya - Peter Daniels
- Billy Jayne - David Prescott
- Toni Kalem - Donna
- Jennifer Grey - Cathy Bennario
- Haviland Morris - Mary Pat Sykes